# Venă jugulară anterioară
Vena jugulară anterioară este o venă de la  nivelul gâtului. Începe lângă osul hioid prin confluența mai multor vene superficiale din regiunea submandibulară.  Ea coboară între linia mediană și marginea anterioară a mușchiului sternocleidomastoidian și, în partea inferioară a gâtului, trece dedesubtul  acestui mușchi pentru a se deschide în capătul venei jugulare externe sau, în unele cazuri, în vena subclaviculară. .  Aceste vene variază considerabil ca mărime, având de obicei o proporție inversă față de vena jugulară externă; cel mai frecvent există două vene jugulare anterioare, una la dreapta și cealaltă la stânga; dar uneori, există doar una. Afluenții săi sunt unele vene laringiene și ocazional vena tiroidiană mică.  Chiar deasupra sternului, cele două vene jugulare anterioare comunică printr-un trunchi transversal, arcul jugular venos, care primesc afluenți din vene tiroidiene inferioare; fiecare comunică și cu vena jugulară internă.  Vena jugulară anterioară nu prezintă valve. 

## Imagini suplimentare

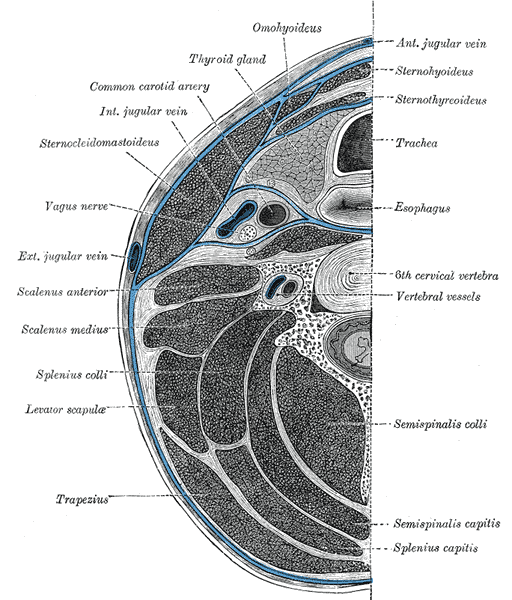
Secțiunea gâtului aproximativ la nivelul celei de-a șasea vertebre cervicale .
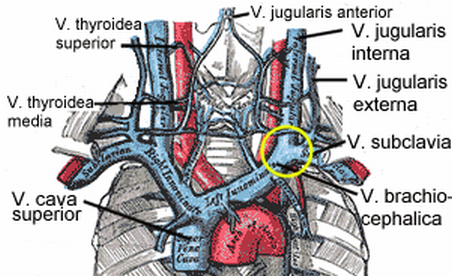
Venele gâtului și pieptului